# Carovilli
Carovilli ist eine italienische Gemeinde (comune) mit 1242 Einwohnern (Stand 31. Dezember 2023) in der Provinz Isernia in der Region Molise. Die Gemeinde liegt etwa 14 Kilometer nordnordöstlich von Isernia.

## Verkehr
Durch die Gemeinde führt die frühere Strada Statale 86 Istonia von Forlì del Sannio nach Vasto. Der Bahnhof von Carovilli und der Nachbargemeinde Roccasicura liegt an der Bahnstrecke von Sulmona nach Isernia.